# Èurit (fill de Melaneu)

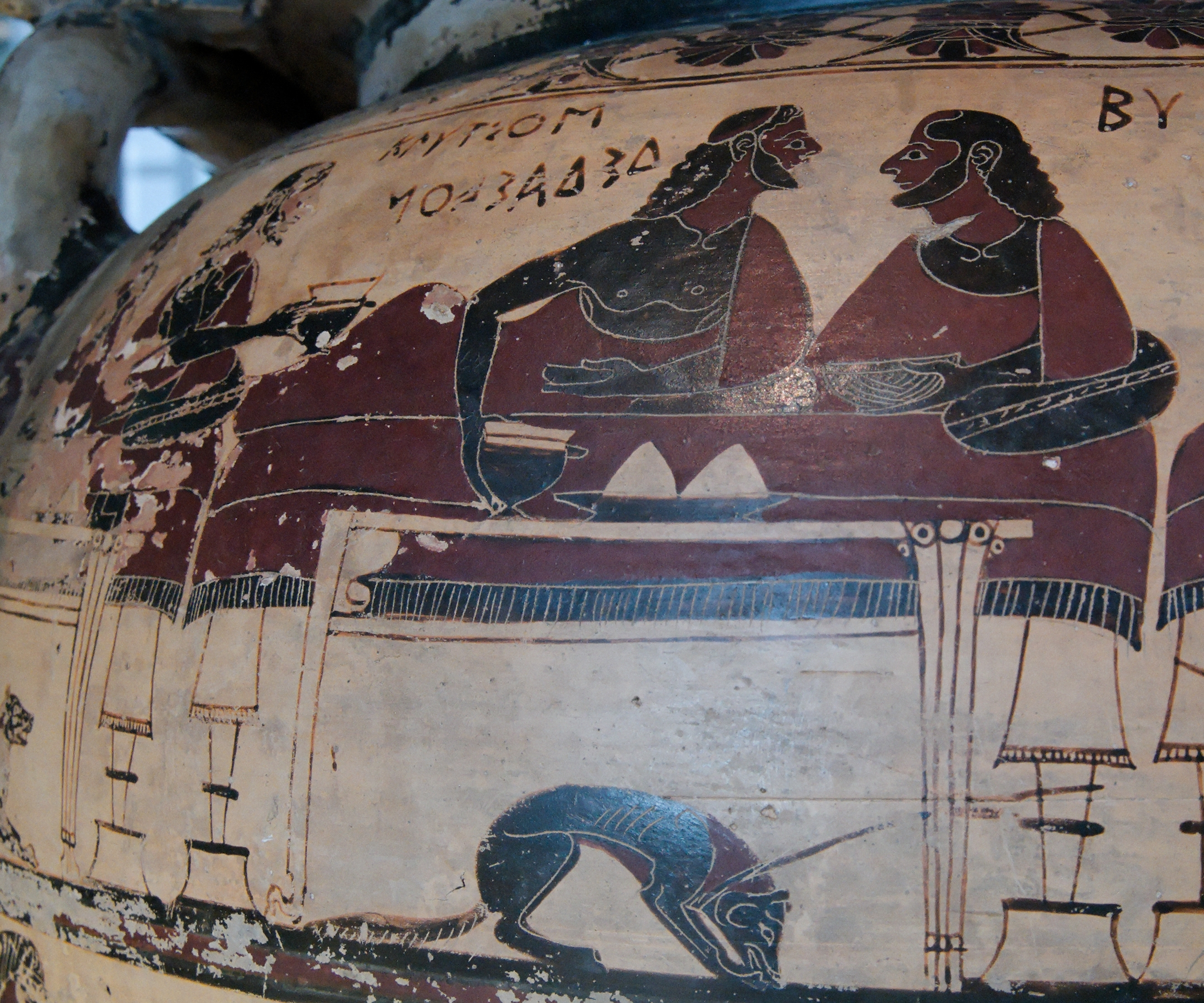
Èurit. Museu del Louvre E635 n2

Èurit, (en grec antic Εὔρυτος) segons la mitologia grega,va ser un dels reis d'Ecàlia, ciutat que tan aviat se situa a Tessàlia com a Messènia. Era fill de Melaneu, un arquer molt notable que passava per ser fill d'Apol·lo per la seva habilitat, i d'Estratonice.
Casat amb una filla de Piló, Antíoque, tenia quatre fills, Deíon (o Molíon), Clici, Toxeu i Ífit, i una filla, Íole. Segons Homer, va desafiar el mateix Apol·lo en el tir a l'arc i el déu el va matar "abans que arribés a la vellesa" per castigar-lo per la seva presumpció. Èurit passa també per ser el mestre d'Hèracles, a qui ensenyà el tir a l'arc. L'arc d'Èurit l'heretà el seu fill Ífit, que el donà a Odisseu com a present d'hospitalitat, mentre que Odisseu obsequià Ífit amb una llança i una espasa. Amb aquest arc Odisseu matà els pretendents.
Va prometre la mà de la seua filla a qui fos capaç de vèncer-lo en el tir amb arc. Hèracles el vencé, però els fills d'Èurit no van voler concedir-li el premi perquè temien que Hèracles, en cas de tenir fills amb la seva germana, els matés i tornes a passar el que havia succeït una vegada quan l'heroi va embogir i va matar els fills tinguts amb Mègara. Només Ífit es posà de part d'Heracles. A partir d'aquí hi ha diverses versions. En unes, Èurit acusa l'heroi d'haver robat un ramat que en realitat havia robat Autòlic, i Ífit, va oferir-se a Hèracles per sortir amb ell a recuperar-lo. Però Hèracles en un nou atac de bogeria tirà Ífit des de dalt de les muralles de Tirint. En altres versions, Hèracles és realment l'autor del robatori, i quan Ífit li reclama la seva part del botí, l'heroi el mata. Per expiar aquest crim, Hermes va vendre Hèracles com a esclau a Òmfale. Èurit es negà a acceptar el preu que Hèracles li volia pagar per la mort del seu fill. Més endavant, quan es va haver acabat el temps d'esclavitud, l'heroi va dur a terme una expedició contra Ecàlia, va conquerir la ciutat i va matar Èurit i els seus fills, i va fer esclava Íole.